# Dugway Proving Ground

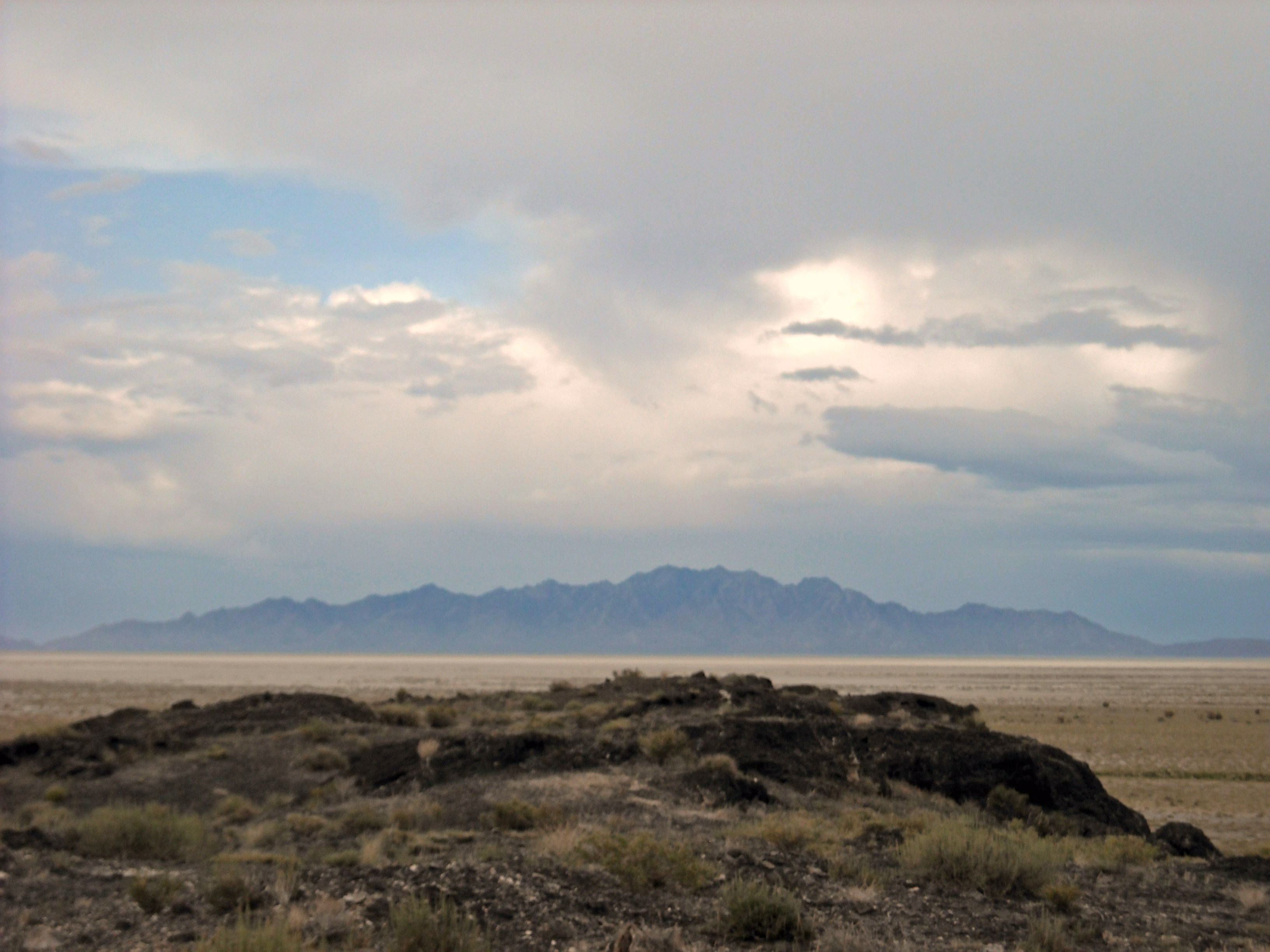
Pustynny poligon Dugway Proving Ground

Dugway Proving Ground (DPG) – poligon doświadczalny armii amerykańskiej położony około 140 km na południowy zachód od Salt Lake City w stanie Utah na południu hrabstwa Tooele. Obejmuje 3244 km² Wielkiej Pustyni Słonej, dorównując powierzchni stanu Rhode Island. Według spisu powszechnego z 2000 roku obiekty poligonu zamieszkiwało 2016 osób personelu i jego rodzin. Wszyscy mieszkają w osiedlu Dugway, położonym na wschodnim krańcu terenu wojskowego. Nazwa „Dugway” wywodzi się od XIX-wiecznego sposobu budowy dróg na zboczach wzniesień, który zapobiegał zsuwaniu się wozów.
Transkontynentalna autostrada Lincolna przecinała dawniej obszary Dugway Proving Ground, ale obecnie jest to jedyny odcinek dawnej autostrady zamknięty dla ruchu. Do dzisiaj istnieje na nim jeden drewniany most. Współczesna autostrada nr 80 biegnie znacznie dalej na północ od DPG.

## Przeznaczenie
Dugway Proving Ground był przeznaczony do testowania amerykańskich i alianckich broni biologicznych i chemicznych w bezpiecznym i odległym od osiedli ludzkich miejscu. DPG był również wykorzystywany do prowadzenia ćwiczeń przez jednostki rezerwowe US Army i Gwardii Narodowej, a także przez US Air Force do lotów próbnych z pobliskiej bazy lotniczej Hill AFB w Ogden. DPG znajduje się w gestii Oddziału ds. Testowania i Oceny US Army (ang. U.S. Army Test and Evaluation Command, ATEC). W tym miejscu US Army Special Forces przygotowywały się do wzięcia udziału w wojnie w Afganistanie.

## Historia
W 1941 roku Służba Broni Chemicznych US Army (CWS) uznała, że do testowania nowych środków bojowych potrzebuje poligonu znacznie bardziej oddalonego od siedzib ludzkich niż Aberdeen Proving Ground w Maryland. CWS dokonała przeglądu wybranych miejsc na Zachodzie i wiosną 1942 roku ruszyły prace przygotowawcze w Dugway Proving Ground.
Testy rozpoczęły się latem tego samego roku. W czasie II wojny światowej na terenie DPG testowano środki trujące, miotacze ognia, systemy rozpylania środków chemicznych, bronie biologiczne, bomby zapalające i sposoby ich wykorzystania, a także sposoby zapobiegania środkom chemicznym i skuteczność ubiorów ochronnych.
W październiku 1943 w DPG, w odległym zakątku poligonu o nazwie Granite Peak, założono stanowisko prób broni biologicznej. Po wojnie, w 1946 roku, poligon został zamknięty, ale reaktywowano go w czasie wojny koreańskiej, a w 1954 roku Departament Obrony Stanów Zjednoczonych uznał Dugway Proving Ground za stały poligon testowy.
W latach 1987–1991 w Dugway Proving Ground istniała Szkoła Rangersów. W 7 Batalionie Szkolnym szkolono żołnierzy w zakresie sposobów przetrwania i walki w warunkach pustynnych. Program ten został w 1991 roku przeniesiony do Fortu Bliss w Teksasie, gdzie od 1995 roku jest ponownie realizowany.
8 września 2004 roku Genesis – uszkodzona sonda kosmiczna NASA – została skierowana do DPG, bowiem kierownictwo kontroli lotu miało nadzieję, że podobny do talku (jak na Księżycu) pustynny piach osłabi siłę zderzenia. Genesis uderzył jednak o ziemię ze zbyt dużą prędkością i rozleciał się na drobne kawałki.

## Incydent z owcami
W marcu 1968 roku w odległej o około 50 km od DPB Skull Valley padło 6249 owiec. Badanie wykazało, że owce zabił związek z grupy fosforanoorganicznych. Choroba owiec zbiegła się w czasie z testami paralityczno-drgawkowego BST o nazwie VX w Dugway. Armia zaprzeczyła, jakoby owce zabił VX i obwiniła lokalnych rolników, używających do opryskiwania upraw insektycydów fosforanoorganicznych. Jednak sekcje martwych owiec niezbicie potwierdziły obecność VX. Armia nigdy nie zdementowała orzeczenia biegłych, ale wypłaciła hodowcom odszkodowania. Według oficjalnych danych 4372 owiec było „niezdatnych do użytku”, z czego 2150 zostało zabitych przez VX lub tak silnie porażonych, że musiały zostać na miejscu uśpione przez weterynarzy. Dalsze 1877 owiec było porażonych tylko „czasowo”, lub w ogóle nie wykazywało śladów zatrucia, ale ze względu na potencjalne zagrożenie nie można było ich sprzedać. W rezultacie hodowcy byli zmuszeni do wybicia wszystkich.
Incydent, który zbiegł się w czasie z narodzinami ruchu obrońców środowiska naturalnego i nasilającymi się protestami przeciw wojnie w Wietnamie, odbił się głośnym echem na całym świecie. Opinia publiczna uświadomiła sobie, jak śmiertelnie groźne mogą stać się w przyszłości kolejne generacje gazów bojowych.
28 września 1994 roku Government Accountability Office przedstawił raport, w którym stwierdzono, że w latach 1940–1974 Departament Obrony i inne organy bezpieczeństwa krajowego przeprowadziły „setki, a może tysiące” testów i eksperymentów z udziałem niebezpiecznych substancji.

## Doniesienia o UFO
W związku z zainteresowaniem opinii publicznej Strefą 51 we wczesnych latach dziewięćdziesiątych XX wieku, ufolodzy i zwolennicy teorii spiskowych twierdzą, że w ramach prób zamaskowania projektu, prace nad UFO zostały przeniesione do DPG.
Pismo Deseret News doniosło, że Dave Rosenfeld, prezes stowarzyszenia Utah UFO Hunters, oświadczył w 2004 roku:

Liczne UFO były widziane na obszarze Dugway i wokół niego... Przyczyną tego może być, że przybysze z gwiazd zaczynają się przyglądać także DPG... Dugway jest nową Strefą 51 i prawdopodobnie nowym wojskowym portem kosmicznym.

## DFG w sztuce
W roku 1972 ukazał się amerykański film The Rage (pol. Śmiercionośny ładunek) oparty na wydarzeniach związanych ze śmiercią owiec.